# Стебляк, Элеонора Михайловна
Элеонора Михайловна Стебляк  (род. 25 апреля 1940 года, Житомир) — украинская артистка балета, педагог. Народная артистка Украины (1999). Жена балетмейстера, главного хореографа Киевского академического театра имени Т. Г. Шевченко Анатолия Шекеры (1935—2000).

## Биография
Элеонора Михайловна Стебляк родилась 25 апреля 1940 года в Житомире в семье драматических актеров. В 1959 году окончила Киевское государственное хореографическое училище. Ученица педагога Натальи Верекундовой.
С 1959 по 1982 год была артисткой Киевского театра оперы и балета им. Т. Г. Шевченко. Гастролировала с театром в Португалии, Швеции, Дании, Японии, Норвегии, Румынии, Италии, Венгрии, Германии и других странах. О ней писала критика: «Балерина лирико-романтического плана с ярким драматическим дарованием. Образы, созданные Е. Стебляк, были полны экспрессии, внутренней динамики, психологизма».
В 1974 году Элеоноре Михайловне было присвоено звание Заслуженной артистки УССР. В 1981 году окончила балетмейстерское отделение Московского театрального института (ныне Российский институт театрального искусства — ГИТИС). С 1982 года работала балетмейстером-репетитором Национальной оперы Украины.
Как педагог-репетитор и балетмейстер готовит партии с молодыми исполнителями. Среди ее учеников — известная македонская балерина Таня Вуйсич-Тодоровская.
В 1971 году Элеонора Михайловна Стебляк снялась на Киностудии имени Александра Довженко в роли Леси Украинки в художественном фильме «Одержимая».

## Партии
Элеонора Михайловна Стебляк танцевала в партиях: Одетта-Одилия в балете «Лебединое озеро», Раймонда, Джульетта и др.

## Награды и звания
- Народная артистка Украины (1999)
- Заслуженная артистка Украинской ССР (1974)